# Trichopalpina
Trichopalpina is een geslacht van vlinders van de familie spinneruilen (Erebidae).

## Soorten
- T. nimba Fletcher & Viette, 1955
- T. simplex Berio, 1956
- T. zethesia Hampson, 1926